# الفتاة الأخيرة: قصتي في الأسر ومعركتي ضد تنظيم داعش
الفتاة الأخيرة: قصتي في الأسر ومعركتي ضد تنظيم داعش هو كتاب ترجمة ذاتية ألف من قبل نادية مراد، وكانت تحكي وتصف كيف القي القبض عليها وتم استعبادها من قبل تنظيم الدولة الإسلامية خلال الحرب الأهلية العراقية الثانية. الكتاب في نهاية المطاف تسبب بفوز نادية مراد بجائزة نوبل للسلام 2018. وقد كتبت أمل كلوني مقدمته.